# Maisin
Els maisin són un grup ètnic d'uns pocs milers d'individus que viuen en Papua Nova Guinea nord-oriental. Parlen dos dialectes regionals indígenes.
Al mateix temps que practiquen el cultiu de frega i crema, són també caçadors i recol·lectors. La seua religió és una barreja de cristianisme i creences tradicionals.